# Flugunfall einer Lockheed Constellation bei Cruzeiro do Sul
Der Flugunfall einer Lockheed Constellation bei Cruzeiro do Sul ereignete sich am 29. Mai 1972, als eine Frachtmaschine der Amazonese Importação e Exportação vom Typ Lockheed L-049 Constellation auf einem Flug von Cruzeiro do Sul nach Rio Branco im brasilianischen Bundesstaat Acre im Amazonasgebiet abstürzte. Bei dem Unfall kamen 9 von 18 Personen an Bord der Maschine ums Leben. Es handelt sich um den letzten bekannt gewordenen tödlichen Zwischenfall mit einer Lockheed Constellation der Serie L-049/L-149.

## Flugzeug
Bei der Maschine handelte es sich um eine Lockheed L-049 Constellation mit der Werksnummer 2037, die 1945 für die Pan American World Airways (Pan Am) gebaut und am 15. Januar 1946 mit dem Luftfahrzeugkennzeichen N88837 an diese ausgeliefert wurde. Die Pan Am baute das als Lockheed L-149 Constellation produzierte Flugzeug nach der Auslieferung zur Lockheed L-049 Constellation um und gab der Maschine den Taufnamen Clipper Challenge. Indem die Fluggesellschaft die Maschine das Flugzeug an ihr Tochterunternehmen Panair do Brasil weitergab, gelangte die Constellation nach Brasilien, wo der Betrieb am 11. Januar 1954 mit dem neuen Kennzeichen PP-PDG und dem neuen Taufnamen Bandeirante João Amaro Maciel Parente aufgenommen wurde. Die Panair do Brasil musste 1965 Insolvenz anmelden, woraufhin die Maschine außer Betrieb genommen und im Juli 1965 auf dem Flughafen Rio de Janeiro-Galeão eingelagert wurde. Als nächster Halter meldete ASL Arruda Industria die Maschine am 28. April 1969 an. Als letzter Halter wurde am 20. November 1971 die Amazonese Importação e Exportação eingetragen. Das viermotorige Langstreckenflugzeug war mit luftgekühlten 18-Zylinder-Doppelsternmotoren vom Typ Curtiss-Wright R-3350-BD1 ausgerüstet, die jeweils eine Leistung von 2500 PS (1838 kW) hatten.

## Passagiere und Besatzung
Mit der Maschine wurde ein Frachtflug durchgeführt, auf dem 15 Passagiere mit an Bord genommen wurden. An Bord der Maschine befand sich eine dreiköpfige Besatzung, bestehend aus einem Flugkapitän, einem Ersten Offizier und einem Flugingenieur, allerdings kein einziger Flugbegleiter, der für die 15 Passagiere an Bord hätte sein müssen.

## Vor dem Abflug
Auf dem Flughafen der tief im Amazonas gelegenen Stadt Cruzeiro do Sul stand im Mai 1972 aufgrund von Lieferengpässen tagelang nicht genug Flugzeugtreibstoff zur Verfügung. Der Betrieb der Lockheed L-049 Constellation PP-PDG der Amazonese Importação e Exportação musste aus diesem Grund für vier Tage eingestellt werden. Als am 29. Mai Tanklastzüge aus Porto Velho mit einer frischen Lieferung Flugbenzin eintrafen, wurde die Maschine direkt von den Lkw betankt.

## Unfallhergang
Nach der Betankung startete die Maschine und stieg auf eine Flughöhe von 8000 Fuß (ca. 2440 Meter), als plötzlich Motor Nr. 3 ausfiel. Zehn Minuten später fiel ein weiteres Triebwerk aus, woraufhin die Maschine begann, an Höhe zu verlieren. Kurz darauf versagten auch die übrigen Triebwerke ihren Dienst. Da die Piloten die Flughöhe nicht halten konnten, wurde versucht, das Fluggewicht zu reduzieren, indem eine Frachttür geöffnet und Teile der Fracht über Bord geworfen wurden. Es gelang dabei nicht, den anhaltenden Höhenverlust der Maschine aufzuhalten. Die Besatzung versuchte schließlich, auf der Bundesstraße BR-364 zwischen Cruzeiro do Sul und Tarauacá zu landen. Die Notlandung misslang, die Lockheed Constellation streifte Bäume, brach auseinander und ging in Flammen auf. Die komplette Besatzung und sechs Passagiere wurden getötet, neun weitere Passagiere überlebten den Zwischenfall.

## Ursache
Als Unfallursache wurde ein multipler Triebwerksausfall durch verunreinigten Flugzeugtreibstoff festgestellt. Durch das unmittelbare Umpumpen des Treibstoffs in die Maschine, anstatt in die Tanks der Flughafentankstelle, gelangten aufgewirbelte Partikel vom Boden der Tanks der Lkw in die Tragflächentanks der Constellation. Man hätte den Treibstoff richtigerweise zunächst in die Tanks der Flughafentankstelle umpumpen und einige Zeit abwarten sollen, damit die Partikel sich dort am Boden absetzen. Eine andere Maschine, die unmittelbar nach der Constellation ebenfalls direkt von den Lkw betankt wurde, musste ihren Start abbrechen, da bereits am Boden ein Triebwerk ausgefallen war.